# Michael Achzennicht
Michael Achzennicht (* 29. September 1547 in Zeitz; † 15. Juli 1614 in Zeitz) war ein sächsischer Kommunalpolitiker. Er war Bürgermeister der Stadt Zeitz im Kurfürstentum Sachsen.

## Leben
Er war der Sihn des Stadtrichters Johann Achzennicht und dessen Ehefrau Dorothea geborene Beulick, Tochter des Zeitzer Bürgermeisters und Kirchenkastenvorsteher Johann Beulick. Nach dem Besuch der Schule in Zeitz nahm er eine Lehre auf und ging mehrere Jahre auf Wanderschaft. 1580 und 1583 war er Ratsherr in Zeitz, 1584 Weinmeister und 1586 Baumeister. Ab 1589 war er in Zeitz als Kämmerer tätig und 1601 als Stadtrichter. 1604 wurde er erstmals in Zeitz zum Bürgermeister gewählt. Es folgten drei weitere Wahlperioden in diesem Amt bis zu seinem Tod 1614.

## Familie
Achzennicht war in erster Ehe verheiratet seit 1578 mit Anna Bauch († 1579), der Tochter des Zeitzer Bürgermeisters Johann Bauch. Nach deren Tod heiratete er Margarethe Zeisler, die Tochter des Bürgers und Bäckers Caspar Zeisler. Aus der zweiten Ehe gingen zwei Söhne und sieben Töchter hervor, von denen zwei Kinder bereits in jungen Jahren starben. Der Landrichter Michael Achzennicht (1594–1652) war sein Sohn.